# 初恋ロケット
「初恋ロケット」（はつこいろけっと）は、Party Rocketsのメジャー1枚目のシングル。
2012年8月15日にavex traxから発売された。

## 概要
初恋ロケット
- 2012年7月1日、「アイドル横丁夏祭り!!〜2012〜」にて初披露。
- テレビ東京系『腹ペコ!なでしこグルメ旅』にて、CM前やCM明けのジングルとして使用されたことがある。

弾丸ハイジャンプ
- 2012年7月14日、「Party Rockets＆B♭ LIVE action 2012～Party Rockets 誕生ライブ!!～」にて初披露。

## 収録曲
※ジャケットのタイトルロゴの色はType-Aがピンク、Type-Bが水色となっている。

### Type A
CD
1. 初恋ロケット
（作詞：吉水孝之、作曲・編曲：三宅英明）
2. 弾丸ハイジャンプ
（作詞：吉水孝之、作曲・編曲：ATO）
3. 初恋ロケット (Instrumental)
4. 弾丸ハイジャンプ (Instrumental)

DVD
- 初恋ロケット -Music Video-

### Type B
CD
1. 初恋ロケット
2. 弾丸ハイジャンプ
3. 初恋ロケット (Instrumental)
4. 弾丸ハイジャンプ (Instrumental)

## 特典
初回封入特典 (各Type)
- 撮り下ろしミニ生写真 (全6種のうち1種をランダム封入)